# Agrodolce (album)
Agrodolce è un album del cantautore italiano Mario Lavezzi, pubblicato dall'etichetta discografica Compagnia Generale del Disco nel 1983.
Gli arrangiamenti sono curati da Celso Valli e lo stesso interprete.

## Tracce

### Lato A
1. Uno due 103
2. Dolcissima
3. Bassa quota
4. Dormi pure qui
5. Piccole cose

### Lato B
1. Via Palestrina
2. Sesso e amore
3. Signora
4. Amica mia
5. Risveglio

## Formazione
- Mario Lavezzi – voce, chitarra
- Giulia Fasolino – voce
- Franco Testa – basso
- Alfredo Golino – batteria, percussioni
- Matteo Fasolino – tastiera
- Aldo Banfi – sintetizzatore, programmazione
- Aida Cooper, Betty Vittori – cori